# Astragalus acmophylloides
Astragalus acmophylloides, é uma espécie de milkvetch endêmica das províncias de Erzurum e Artvin. na Turquia. Pode ser encontrado nas bordas da floresta de pinheiros a cerca de 1.700 m elevação. Está ameaçado pela construção de barragens e pelo sobrepastoreio.